# Pantobuthus complicatus
Pantobuthus complicatus es una especie de escorpiones de la familia Buthidae, la única del género Pantobuthus.

## Distribución geográfica
Es endémica de Afganistán y Sahara Occidental.